# Sylvia Young Theatre School

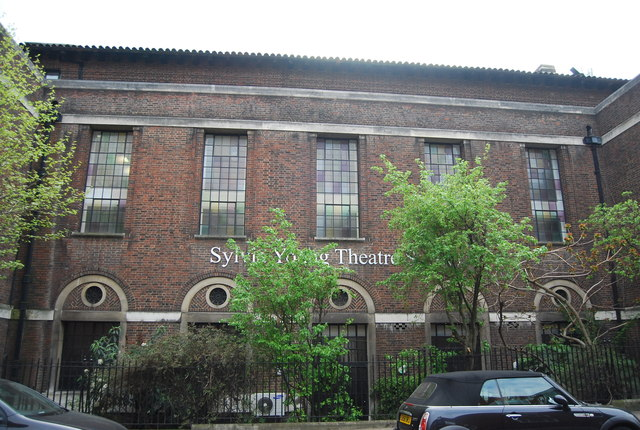
Sylvia Young Theatre School.

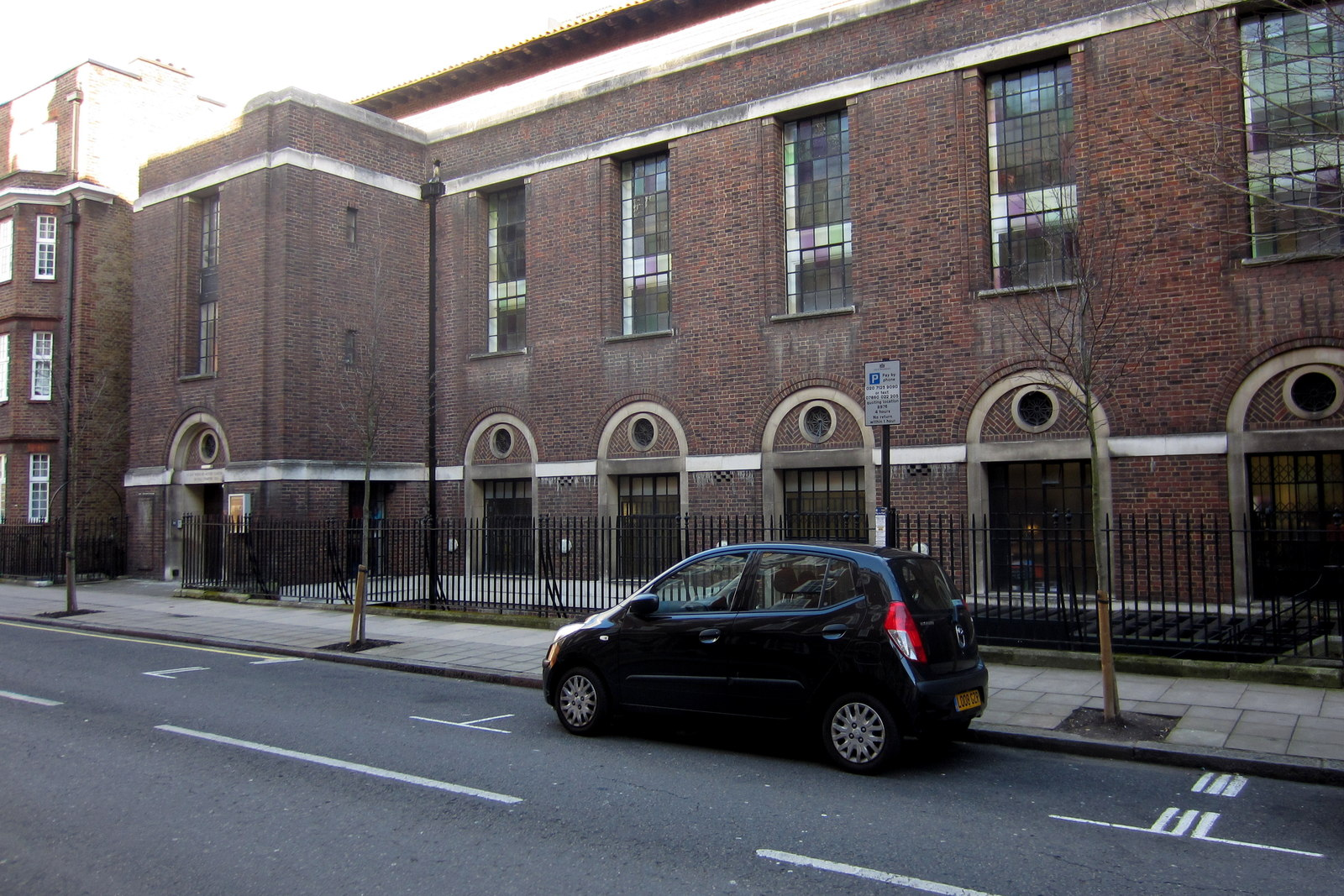
Sylvia Young Theatre School

Sylvia Young Theatre School (Escuela de Teatro Sylvia Young) es una escuela independiente en Marble Arch, Londres, Inglaterra. Es una escuela especializada en artes escénicas que lleva el nombre de su fundadora y directora, Sylvia Young OBE. 

## La escuela
La Escuela de Teatro Sylvia Young se fundó en 1972 con clases a tiempo parcial en el este de Londres. Se estableció como una escuela de tiempo completo en 1981 en Drury Lane, pero debido a la expansión se trasladó a un antiguo edificio de la escuela de la iglesia de 1880 en Rossmore Road, Marylebone en 1983. La escuela trasladó las instalaciones una vez más en 2010 a una iglesia reconvertida en Nutford Place, Westminster.  
Los estudiantes asisten a la escuela a tiempo completo (estudiantes de 10 a 16 años), a la escuela a tiempo parcial los jueves por la noche y los sábados (estudiantes de 4 a 18 años) o a la escuela de vacaciones (estudiantes de 7 a 18 años). 
Los estudiantes de la Escuela de Teatro Sylvia Young han aparecido en producciones de televisión, cine y teatro, incluidos papeles principales en EastEnders, Feliz Navidad, Mr. Bean, Matilda, Billy Elliott, El Rey León, El guardaespaldas, Los Miserables y Charlie y la fábrica del chocolate.  
La escuela ha sido descrita como "Eton para la generación Pop Idol "  y es reconocida por producir estrellas de telenovelas, estrellas del pop y personalidades de la televisión. 

## Alumnos notables

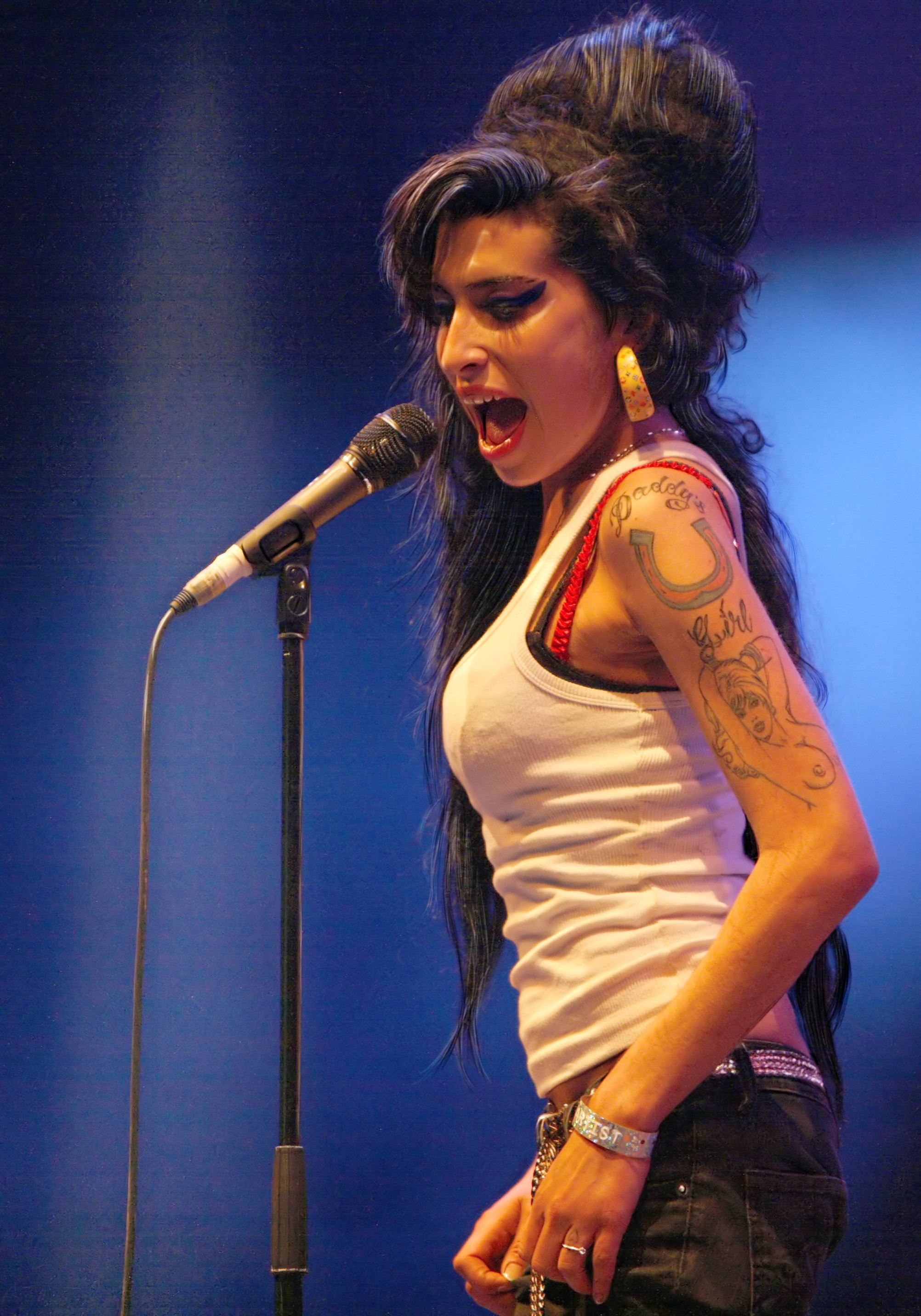
Amy Winehouse
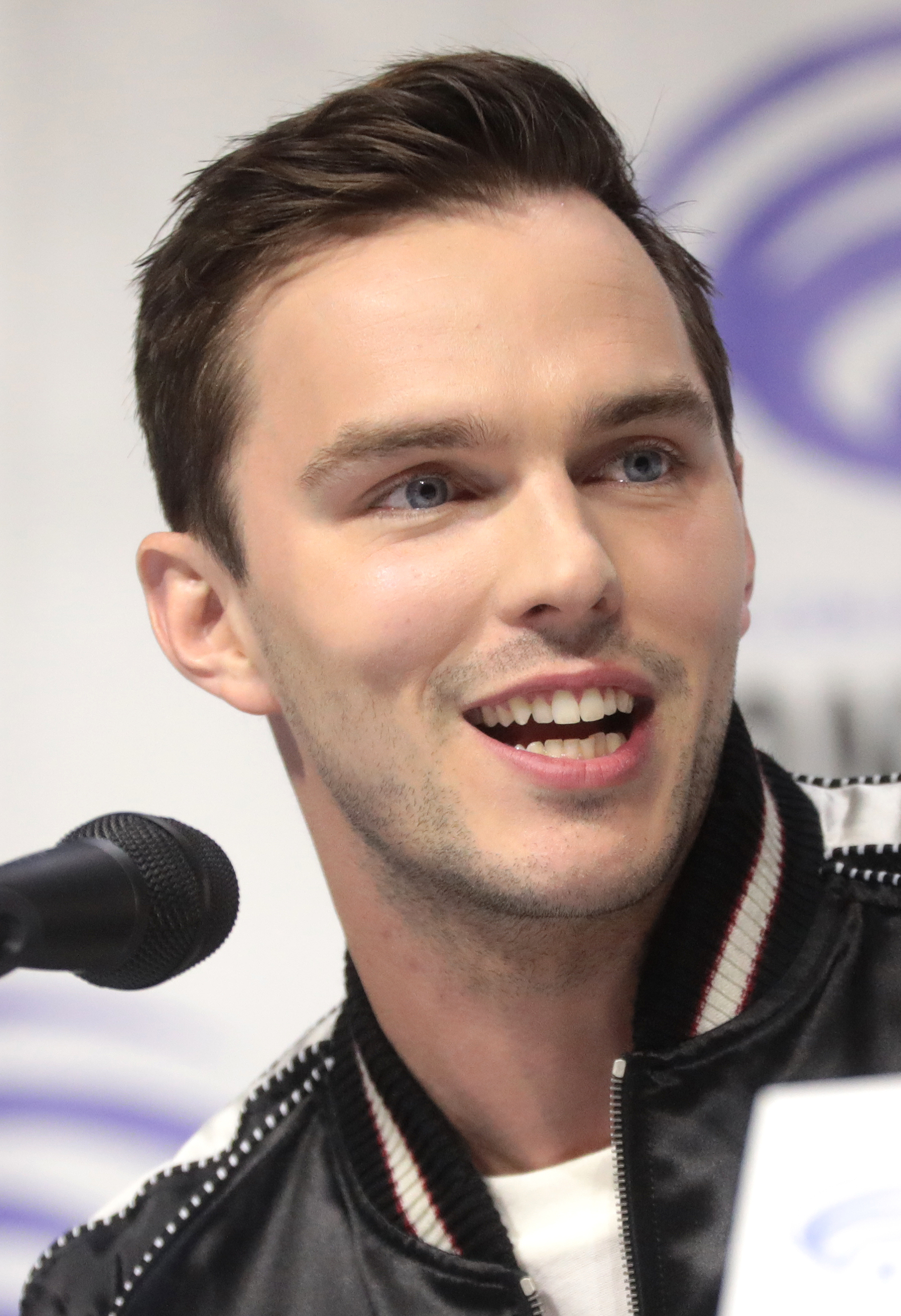
Nicholas Hoult
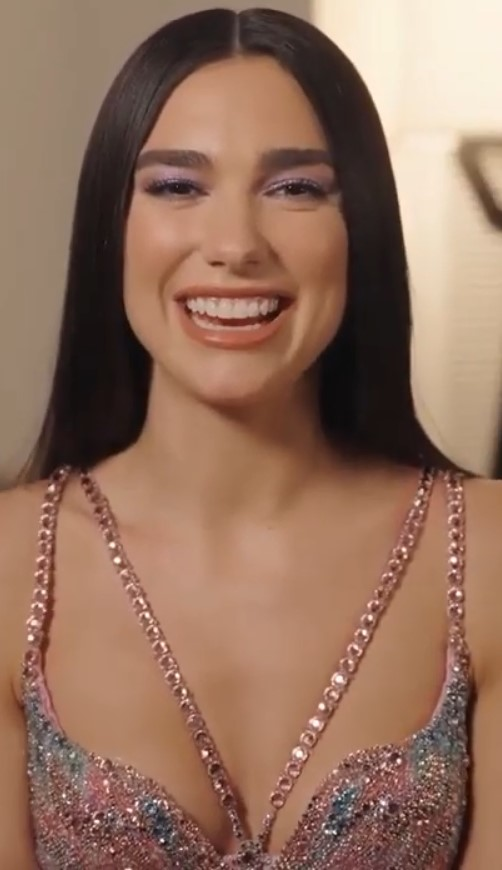
Dua Lipa
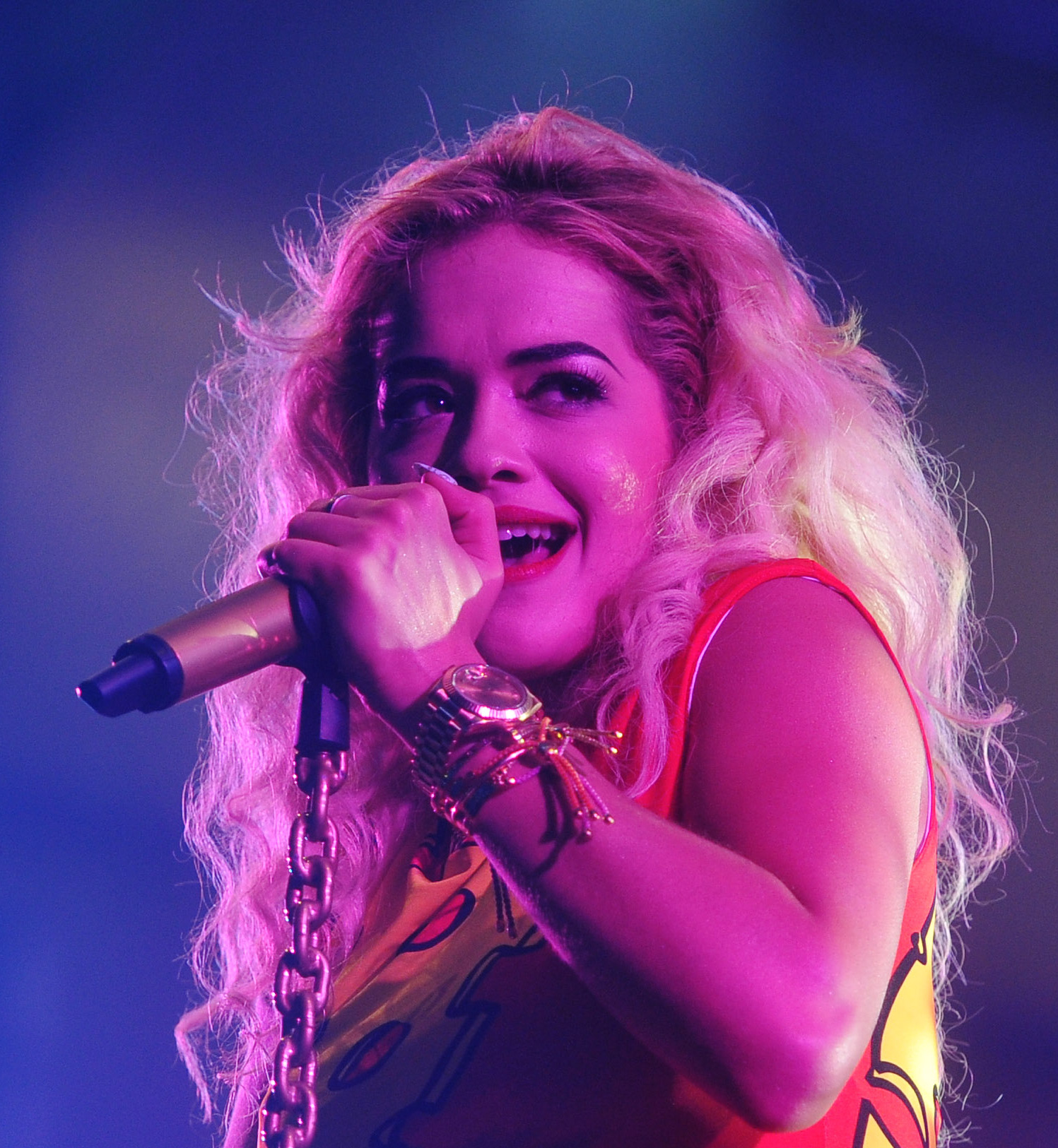
Rita Ora

Los artistas que asistieron a la Escuela de Teatro Sylvia Young incluyen:
- Adam Woodyatt
- Adele Silva
- Alex Pettyfer
- Alex Walkinshaw
- Amy Winehouse
- Billie Piper
- Daniel Kaluuya
- Dionne Bromfield[7]
- Dua Lipa
- Ella Purnell
- Emma Bunton
- Hakeem Kae-Kazim
- Isabel Hodgins
- Jade Ewen
- Jade Alleyne
- James Lance
- Jamie Borthwick
- Jasmine Thompson
- Javine Hylton
- Jemima Rooper
- Jenna Russell
- Jennifer Veal
- Jesy Nelson
- Kara Tointon
- Karim Zeroual
- Keeley Hawes
- Kellie Bright
- Lashana Lynch
- Layton Williams
- Leigh-Anne Pinnock
- Leona Lewis
- Letitia Dean
- Lily Cole
- Louisa Lytton
- Lucinda Dryzek
- Luisa Bradshaw-White
- Matt Di Angelo
- Matt Willis
- Nicholas Hoult
- Nick Pickard
- Nicola Stapleton
- Nicole Appleton
- Perry Fenwick
- Preeya Kalidas
- Reni Eddo-Lodge[8]
- Rita Ora
- Samantha Womack
- Sheree Murphy
- Steven Mackintosh
- Sydney Rae White
- Tamzin Outhwaite
- Tom Fletcher
- Vanessa White